# Давид Солунський
Давид Солунський (V століття — бл. 540, Салоніки) — грецький святий, шанований у  лику  преподобних. Пам'ять у  Православній церкві проголошується 26 червня (за  юліанським календарем).
Давид прийняв постриг у монастирі святих мучеників  Феодора і  Меркурія. У другій половині V століття він прийшов у місто Салоніки, де оселився в курені під  мигдалевим деревом. Давид провів у своєму курені близько 70 років, віддаючись аскетичним вправам. Димитрій Ростовський в житії Давида повідомляє, що він безболісно міг брати в руки палаюче вугілля:
| Одного разу він взяв у руки розжарене вугілля і, поклавши на нього фіміам, постав перед царем і кадив на нього, при чому руки його анітрохи не постраждали від вогню. Побачивши це, цар здивувався і вклонився угоднику Божому в ноги. — Димитрій Ростовський. Житія святих (26 червня) |

Шанувався місцевими жителями як чудотворець. Помер близько 540 р.
Мощі Давида Солунського зберігаються в Салоніках у монастирі святої  Феодори. У місті йому присвячений кафолікон  монастиря Латому. Частку мощей преподобного Давида було передано митрополитом Солунським Пантелеїмоном у дар  Вознесенській Давидовій пустині.

## Ресурси Інтернету
- Житія на сайті Православ'я [Архівовано 10 липня 2015 у Wayback Machine.]
- David of Thessalonica [Архівовано 11 грудня 2009 у Wayback Machine.] (англ.)

## Виноски
1. ↑  Святині монастиря[недоступне посилання]